# Sami septentrional
El sami septentrional o sami del nord (davvisámegiella) és la llengua amb més parlants del grup sami. Pot ser dividit en tres principals grups dialectals: sami de Torne, sami de Finnmark i sami del mar. Es parla a les zones septentrionals de Noruega, Suècia i Finlàndia. Segons la procedència de les fonts la xifra oscil·la entre els 15.000 i 25.000 parlants.
El sami septentrional usa l'alfabet llatí, i conté els següents caràcters: A/a, Á/á, B/b, C/c, Č/č, D/d, Ð/đ, E/e, F/f, G/g, H/h, I/i, J/j, K/k, L/l, M/m, N/n, Ŋ/ŋ, O/o, P/p, R/r, S/s, Š/š, T/t, Ŧ/ŧ, U/u, V/v, Z/z, Ž/ž. És similar a l'ortografia finesa, però la C és la fricativa alveolar sorda [ts], el caron en Č [tʃ], Š [ʃ], and Ž [ʒ] indica una articulació postalveolar, i la ratlla en Ð and Ŧ indica una articulació fricativa dental. La lletra Á denota [a] (vocal frontal) mentre que A denota la vocal posterior. Ŋ és la lletra per a la nasal velar que de vegades pot ser al·lòfon de la /n/.
També es poden trobar variants per a Č/č, Š/š i Ž/ž escrits respectivament Ć/ć, Ś/ś, Ź,ź. A vegades Á/á és escrit com a À/à.

## Gramàtica
El sami septentrional és una llengua aglutinant, amb un sistema flexional molt alt que comparteix molts aspectes amb altres llengües uralianes, com la gradació consonàntica (amb tres graus), o l'absència de gènere gramatical i d'article determinant, i la precència de postposicions. En canvi, no hi ha harmonia vocàlica. El sami septentrional és una llengua SVO.

### Pronoms
Els pronoms personals i possessius tenen tres nombres -singular, plural i dual-. El dual es fa servir només quan es tracta de dues persones conegudes o que han estat mencionades abans en un text. La següent taula conté els pronoms personal en nominatiu i genitiu.
|                       | català           | nominatiu | català              | genitiu |
| --------------------- | ---------------- | --------- | ------------------- | ------- |
| 1a persona (singular) | jo               | mun/mon   | mon/ma              | mu      |
| 2a persona (singular) | tu               | don       | ton/ta              | du      |
| 3a persona (singular) | ell/ella         | son       | son/sa              | su      |
| 1a persona (dual)     | nosaltres (dos)  | moai      | el nostre/la nostra | munno   |
| 2a persona (dual)     | vosaltres (dos)  | doai      | el vostre/la vostra | dudno   |
| 3a persona (dual)     | ells/elles (dos) | soai      | el seu/la seua      | sudno   |
| 1a persona (plural)   | nosaltres        | mii       | el nostre/la nostra | min     |
| 2a persona (plural)   | vosaltres        | dii       | el vostre/la vostra | din     |
| 3a persona (plural)   | ells/elles       | sii       | llur                | sin     |

La taula següent mostra la declinació d'un pronom personal ell, ella en diversos casos:
|                | singular | dual     | plural   |
| -------------- | -------- | -------- | -------- |
| nominatiu      | son      | soai     | sii      |
| genetiu        | su       | sudno    | sin      |
| acusatiu       | su       | sudno    | sin      |
| inessiu-elatiu | sus      | sudnos   | sis      |
| il·latiu       | sudnje   | sudnuide | sidjiide |
| comitatiu      | suinna   | sudnuin  | singuin  |
| essiu          | sunin    | -        | -        |

### Verbs
Els verbs també tenen tres nombres -singular, plural i dual. La següent taula conté els verbs muitalit (contar) i bargat (treballar) en present indicatiu.
|                       | muitalit     | bargat       |
| --------------------- | ------------ | ------------ |
| 1a persona (singular) | muitalan     | barggan      |
| 2a persona (singular) | muitalat     | barggat      |
| 3a persona (singular) | muital(a)    | bargá        |
| 1a persona (dual)     | muitalentne  | barge        |
| 2a persona (dual)     | muitaleahppi | bargabeahtti |
| 3a persona (dual)     | muitaleaba   | bargaba      |
| 1a persona (plural)   | muitalit     | bargat       |
| 2a persona (plural)   | muitalehpet  | bargabehtet  |
| 3a persona (plural)   | muitalit     | barget       |

### Declinació
Hi ha 7 o 8 casos: nominatiu, genitiu, acusatiu, inessiu-elatiu també anomenat locatiu, il·latiu, comitatiu i essiu.
La següent taula mostra la declinació del substantiu muorra (arbre).
|                   | català           |         |
| ----------------- | ---------------- | ------- |
| nominatiu         | arbre (subjecte) | muorra  |
| genitiu           | d'un arbre       | muora   |
| acusatiu          | arbre (objecte)  | muora   |
| il·latiu          | cap a un arbre   | murrii  |
| locatiu (inessiu) | a/en un arbre    | muoras  |
| locatiu (elatiu)  | des d'un arbre   | muoras  |
| comitatiu         | amb un arbre     | muorain |
| essiu             | com a arbre      | muorran |